# گرگ درادی
گرِگ درادی (انگلیسی: Greg Drudy؛ زادهٔ) یک موسیقی‌دان اهل ایالات متحده آمریکا است.